# Joaquim Gomes (wielrenner)
Joaquim Augusto Gomes Oliveira (Lissabon, 21 november 1965) is een Portugees voormalig wielrenner. Hij was beroepsrenner van 1986 tot 2003.

## Erelijst
1987
3e etappe GP Abimota
Eindklassement GP Abimota
7e etappe GP Jornal de Noticias
1988
Eindklassement Ronde van de Algarve
1e etappe GP do Minho
Eindklassement GP do Minho
6e etappe GP Jornal de Noticias
5e etappe Troféu Joaquim Agostinho
3e etappe Ronde van Portugal
8e en 9e etappe Ronde van Alentejo
Eindklassement Ronde van Alentejo
Eindklassement Ronde van de Jogo
1989
Circuito de Setubal
Setubal-Portinho
12e, 17e en 21e etappe Ronde van Portugal
Eind- en combinatieklassement Ronde van Portugal
1990
Eindklassement Troféu Joaquim Agostinho
9e en 13e etappe Ronde van Portugal
1991
5e etappe Troféu Joaquim Agostinho
Eindklassement Ronde van de Jogo
1992
3e etappe (deel A) Ronde van de Algarve
Eindklassement Ronde van de Algarve
4e etappe Ronde van de Vaucluse
Eindklassement Tour du Vaucluse
Eindklassement Troféu Joaquim Agostinho
8e etappe Ronde van Portugal
Bergklassement Ronde van Portugal
11e etappe Ronde van de Jogo
1993
GP da Marinha Grande
2e etappe Volta a Murtosa
8e en 9e etappe Ronde van Portugal
Eindklassement Ronde van Portugal
8e etappe Ronde van Uruguay
1994
3e etappe Correio da Manha
Eindklassement Correio da Manha
5e etappe Troféu Joaquim Agostinho
Eindklassement Troféu Joaquim Agostinho
10e en 14e etappe Ronde van Portugal
1995
3e etappe Ronde van Lissabon
3e etappe GP a Capital
5e etappe GP do Minho
Eindklassement GP do Minho
3e etappe GP Jornal de Noticias
Eindklassement GP Jornal de Noticias
4e etappe GP Lacticoop
3e etappe GP Sport Noticias
1996
1e etappe Volta a Tras os Montes e Alto Douro
Eindklassement Volta a Tras os Montes e Alto Douro
1997
Circuito da Malveira
 Portugees kampioenschap op de weg, ploegentijdrit
Sao Joao da Madeira circuito
3e etappe GP Abimota
5e etappe GP Sport Noticias
4e etappe (deel A) Troféu Joaquim Agostinho
1998
Circuito de Nafarros
1999
 Portugees kampioenschap op de weg, ploegentijdrit
Premio de Celorico da Beira

## Grote rondes
| Jaar | Ronde van Italië | Ronde van Frankrijk | Ronde van Spanje |
| ---- | ---------------- | ------------------- | ---------------- |
| 1987 |                  |                     | opgave           |
| 1989 |                  |                     | opgave           |
| 1990 |                  |                     | opgave           |
| 1994 |                  |                     | 17e              |